# Ceratobiton styloceros
Ceratobiton styloceros är en spindeldjursart som beskrevs av Delle Cave och Alberto M. Simonetta 1971. Ceratobiton styloceros ingår i släktet Ceratobiton och familjen Daesiidae. Inga underarter finns listade i Catalogue of Life.